# Cirák
Cirák è un comune di 647 abitanti situato nella contea di Győr-Moson-Sopron, nell'Ungheria nordoccidentale.